# Dennis S. Sands
Dennis S. Sands (* im 20. Jahrhundert) ist ein US-amerikanischer Tontechniker.

## Leben
Sands begann seine Karriere 1978 beim Fernsehen. Gleich für seine erste Arbeit, das Fernsehspecial Steve & Eydie Celebrate Irving Berlin, gewann er den Primetime Emmy. Sein Spielfilmdebüt erfolgte 1979 mit Rocky II. Sands, der seit dieser Zeit an weit über 300 Filmen beteiligt war, erhielt seine erste Oscar-Nominierung in der Kategorie Bester Ton 1995 für Forrest Gump. Weitere Nominierungen erfolgten 1998 (für Contact), 2001 (für Cast Away – Verschollen) und 2005 (für Der Polarexpress). Er konnte jedoch den Preis bislang nie gewinnen.
Für seine Mitarbeit als Tontechniker am Soundtrack zu American Beauty erhielt er zusammen mit Komponist Thomas Newman und Produzent Bill Bernstein 2001 den Grammy in der Kategorie Best Score Soundtrack Album for a Motion Picture, Television or other Visual Media.

## Filmografie (Auswahl)
- 1979: Rocky II
- 1981: Die Klapperschlange (John Carpenter’s Escape from New York)
- 1985: Zurück in die Zukunft (Back to the Future)
- 1989: Abyss – Abgrund des Todes (The Abyss)
- 1992: Die Hand an der Wiege (The Hand That Rocks the Cradle)
- 1994: Forrest Gump
- 1997: Contact
- 1999: Magnolia
- 2000: Cast Away – Verschollen (Cast Away)
- 2002: Spider-Man
- 2003: Findet Nemo (Finding Nemo)
- 2004: Der Polarexpress (The Polar Express)
- 2004: Spider-Man 2
- 2006: Nachts im Museum (Night at the Museum)
- 2009: Nachts im Museum 2 (Night at the Museum: Battle of the Smithsonian)
- 2011: Captain America: The First Avenger
- 2012: Marvel’s The Avengers
- 2014: Nachts im Museum: Das geheimnisvolle Grabmal (Night at the Museum: Secret of the Tomb)
- 2019: Avengers: Endgame

## Auszeichnungen (Auswahl)
- 1995: Oscar-Nominierung in der Kategorie Bester Ton für Forrest Gump
- 1998: Oscar-Nominierung in der Kategorie Bester Ton für Contact
- 2001: Oscar-Nominierung in der Kategorie Bester Ton für Cast Away
- 2005: Oscar-Nominierung in der Kategorie Bester Ton für Der Polarexpress